# Pandemia de COVID-19 en Alagoas
El primer caso de la pandemia de enfermedad por coronavirus en Alagoas, estado de Brasil, inició el 8 de marzo de 2020. Hay 56.204 casos confirmados y 1.514 fallecidos.

## Cronología

### Marzo
El 8 de marzo se reporta el primer caso de COVID-19 en Maceió, capital de Alagoas. El infectado era un hombre de 42 años que regresó de un viaje a Italia.
El 31 de marzo se registra la primera muerte por COVID-19 en Maceió, el occiso fue un hombre de 64 años, nacido en Acre, pero que vivió en la ciudad durante 6 meses y que no tenía antecedentes de viajes recientes a ningún lado.

## Registro
Lista de municipios de Alagoas con casos confirmados:
| Posición | Municipio                  | N.º casos | N.º muertes |
| -------- | -------------------------- | --------- | ----------- |
| 1        | Maceió                     | 1019      | 40          |
| 2        | Marechal Deodoro (Alagoas) | 33        | 2           |
| 3        | Rio Largo                  | 27        | 0           |
| 4        | Arapiraca                  | 21        | 0           |
| 5        | Murici (Alagoas)           | 20        | 1           |
| 6        | Satuba                     | 17        | 0           |
| 7        | Palmeira dos Índios        | 12        | 0           |
| 8        | Junqueiro                  | 6         | 0           |
| 9        | Maragogi                   | 5         | 1           |
| 10       | Pilar                      | 5         | 0           |